# Овсепян Саркіс Рубенович
Саркіс Рубенович Овсепян (вірм. Սարգիս Հովսեփյան, нар. 2 вересня 1972, Єреван) — вірменський футболіст, що грав на позиції захисника. Згодом — футбольний тренер, з 2013 року очолює тренерський штаб «Пюніка».
Насамперед відомий виступами за клуби «Зеніт» та «Пюнік», а також національну збірну Вірменії.

## Клубна кар'єра
У дорослому футболі дебютував 1990 року виступами за команду клубу «Малатія», в якій провів один сезон, взявши участь у 25 матчах чемпіонату. 
Згодом з 1991 по 1997 рік грав у складі команд клубів «Лорі» та «Пюнік».
Своєю грою за останню команду привернув увагу представників тренерського штабу клубу «Зеніт», до складу якого приєднався 1998 року. Відіграв за санкт-петербурзьку команду наступні п'ять сезонів своєї ігрової кар'єри. Більшість часу, проведеного у складі «Зеніта», був основним гравцем захисту команди.
Протягом 2003—2004 років захищав кольори команди клубу «Торпедо-Металург».
У 2004 році повернувся до клубу «Пюнік», за який відіграв 8 сезонів. Граючи у складі «Пюніка» також здебільшого виходив на поле в основному складі команди. Завершив професійну кар'єру футболіста виступами за команду «Пюнік» у 2012 році.

## Виступи за збірну
У 1992 році дебютував в офіційних матчах у складі національної збірної Вірменії. Протягом кар'єри у національній команді, яка тривала 21 рік, провів у формі головної команди країни 129 матчів, забивши 2 голи.

## Тренерська робота
Завершивши виступи на футбольному полі, щалишився у клубній системі «Пюніка», з 2013 року очоливши тренерський штаб його команди.
2015 року деякий час виконував обов'язки головного тренера національної збірної Вірменії.

## Титули і досягнення
Гравець
- Чемпіон Вірменії (9):

ВЗСС/Пюнік:  1992, 1995-96
«Пюнік»:  2004, 2005, 2006, 2007, 2008, 2009, 2010
- Володар Суперкубка Вірменії (5):

«Пюнік»:  1997
«Пюнік»:  2004, 2006, 2007, 2009
- Володар Кубка Вірменії (4):

«Пюнік»:  1995-96
«Пюнік»:  2004, 2009, 2010
- Володар Кубка Росії (1):

«Зеніт»:  1998-99
Тренер
- Чемпіон Вірменії (1):

«Пюнік»:  2014-15
- Володар Суперкубка Вірменії (3):

«Пюнік»:  2013-14, 2014-15